# قونوقوس

موريطانيا القيصرية في الإمبراطورية الرومانية

قونوقوس (بالإنجليزية: Gunugus) كانت مستعمرة رومانية-بربرية قديمة في مقاطعة موريتانيا القيصرية، كانت موجودة من خلال المملكة الوندالية والإمبراطورية البيزنطية والإمبراطورية الرومانية.